# Sintesi acetacetica
La sintesi acetacetica è una reazione chimica per preparare chetoni a partire da esteri dell'acido acetoacetico.
Il substrato comunemente impiegato è l'acetacetato di etile (CH3COCH2COOC2H5) ed è molto simile alla sintesi malonica.

## Descrizione
L'etil acetoacetato viene inizialmente deprotonato da un equivalente di base forte (tipicamente etossido di sodio) in posizione C2 per formare l'enolato. Questa reazione, che può essere vista come una reazione acido-base, è possibile in quanto gli idrogeni di tale posizione sono vicini a due gruppi elettronattrattori (un chetone ed un estere) e quindi facilmente rimuovibili dall'etossido di sodio.
L'anione risultante, stabilizzato per risonanza, dà una reazione di sostituzione nucleofila con un alogenuro alchilico per dare l'estere monoalchilato, il quale può essere nuovamente deprotonato e reagire ulteriormente a dare il prodotto dialchilato.
L'estere viene quindi idrolizzato a caldo in ambiente acido per dare il rispettivo acido carbossilico che decarbossila per dare infine in chetone α-sostituito.
La decarbossilazione (ossia l'espulsione di anidride carbonica) è qui possibile in quanto è presente una funzionalità carbonilica in β che dà origine a un enolo che tautomerizza a chetone.
Due esempi di sintesi acetacetica che generano chetoni mono- e di-sostituiti sono riportati qui sotto.

## Acetone monoalchilsostituito
L'acetacetato di etile viene trasformato dall'etilato sodico nell'estere sodioacetacetico:
CH3COCH2COOC2H5 + C2H5O-Na+ → CH3COCHCOOC2H5-Na+ + C2H5OH
che poi viene fatto reagire con un alogenuro alchilico (in alcool assoluto) con la seguente formazione di un estere monoalchilacetacetico:
CH3COCHCOOC2H5- + R-X → CH3COCHRCOOC2H5 + Na+X-
Per idrolisi con alcali (o con acidi) acquosi diluiti, gli esteri mono e dialchilacetacetici, formano i loro corrispettivi composti acidi:
CH3COCHRCOOC2H5 + OH- → CH3COCHRCOO- + H2O o H+ → CH3COCHRCOOH
Questi acidi decarbossilano producendo i chetoni corrispettivi, la decarbossilazione può avvenire anche prima dell'acidificazione della miscela di idrolisi.
CH3COCHRCOOH → CH3COCH2-R + CO2

## Acetone bialchilsostituito
L'acetacetato di etile viene trasformato dall'etilato sodico nell'estere sodioacetacetico:
CH3COCH2COOC2H5 + C2H5O-Na+ → CH3COCHCOOC2H5-Na+ + C2H5OH
che poi viene fatto reagire con un alogenuro alchilico (in alcool assoluto) con la seguente formazione di un estere monoalchilacetacetico:
CH3COCHCOOC2H5- + R-X → CH3COCHRCOOC2H5 + Na+X-
Si ripete poi l'alchilazione:
CH3COCHRCOOC2H5 + R'-X → CH3COCRR'COOC2H5 + Na+X-
Per idrolisi con alcali (o con acidi) acquosi diluiti, gli esteri mono e dialchilacetacetici, formano i loro corrispettivi composti acidi:
CH3COCRR'COOC2H5 + OH- → CH3COCRR'COO- + H2O o H+ → CH3COCRR'COOH
Questi acidi decarbossilano producendo i chetoni corrispettivi, la decarbossilazione può avvenire anche prima dell'acidificazione della miscela di idrolisi.
CH3COCRR'COOH → CH3COCHR-R' + CO2

## Programmazione della sintesi
Nel programmare la sintesi acetacetica, si deve scegliere il giusto alogenuro alchilico R-X. Ciò si può facilmente eseguire osservando il chetone che si desidera ottenere.
Per esempio:
- se il chetone è un 5-metil-2-esanone (che può essere considerato un isobutilacetone), si dovrà usare un alogenuro alchilico composto con l'isobutile (bromuro di isobutile).
- se il chetone è un 3-metil-2-esanone (che può essere considerato un metil-n-propilacetone), si dovranno usare due alogenuri alchilici: uno con il n-propile ed uno con il metile (si possono usare sempre i composti con il bromo).